# مادر (فیلم ۲۰۲۳)
مادر (به انگلیسی: The Mother) یک فیلم اکشن و دلهره‌آور آمریکایی محصول سال ۲۰۲۳ به کارگردانی نیکی کارو، نویسندگی میشا گرین، آندره‌آ برلوف و پیتر کریگ با بازی جنیفر لوپز، جوزف فاینز، عمری هاردویک، گائل گارسیا برنال، پال ریسی و لوسی پائز است.

## داستان
یک عامل ارتش ایالات متحده که نامش فاش نشده، معروف به «مادر»، معامله قاچاق اسلحه را بین آدریان لاول، تفنگدار سابق سرویس هوایی ویژه و فروشنده اسلحه هکتور آلوارز، دلالی می‌کند. او همچنین با هر دوی آنها رابطه عاشقانه دارد و باردار می‌شود. او پس از اینکه متوجه می‌شود که آنها با قاچاق کودکان درگیر هستند، به اداره تحقیقات فدرال مراجعه می‌کند تا یک خبرچین شود. در حالی که مادر در یک خانه امن اف‌بی‌آی توسط مأمور ویژه کروز بازجویی می‌شود، لاول به ملک حمله می‌کند. کروز مورد اصابت گلوله قرار می‌گیرد و زخمی می‌شود و سایر مأموران اف‌بی‌آی کشته می‌شوند. مادر جان کروز را نجات می‌دهد و یک بمب با تأخیر زمانی درست می‌کند. لاول در حمام با او روبرو می‌شود و قبل از اینکه از انفجار ناک اوت شود به شکمش چاقو می‌زند. پس از سختی، مادر دختری به نام زوئی را در بیمارستان به دنیا می‌آورد و …

## تولید
فیلمبرداری در ونکوور در ۴ اکتبر ۲۰۲۱ آغاز شد. در ۱۱ ژانویه ۲۰۲۲، فیلمبرداری به دلیل شیوع کووید ۱۹ به حالت تعلیق درآمد. در مارس ۲۰۲۲، فیلمبرداری در جزیره گران کاناریا اسپانیا با استفاده از شهر قدیمی لاس پالماس د گرن کاناریا به عنوان شهری در کوبا انجام شد.

## بازخوردها
وب‌سایت جمع‌آوری نقد راتن تومیتوز گزارش می‌دهد که ۴۵ درصد از ۷۰ نقد منتقد، با میانگین امتیاز ۴٫۹ از ۱۰ مثبت بوده‌اند. اجماع منتقدان چنین می‌گوید: «مادر فرصتی مناسب برای دیدن جنیفر لوپز در حالت قهرمان اکشن است - البته در حالتی که به طرز ناامیدکننده‌ای از کلیشه‌های ژانر لذت می‌برد». در متاکریتیک، که از میانگین وزنی استفاده می‌کند، فیلم بر اساس ۲۲ منتقد، امتیاز ۴۴ از ۱۰۰ را به دست آورده‌است که نشان دهنده «نقدهای مختلط یا متوسط» است.